# Jordi Cienfuegos
Jordi Cienfuegos González (Santa Coloma de Gramanet, Barcelona, 1973) es un poeta y escritor español en lengua castellana y lengua catalana.
Ha sido finalista de diversos premios literarios tanto en catalán como en castellano, entre ellos el Premi Martí i Pol y el Premi Laureà Mela (2000). Ha ganado, entre otros, el Premio El Taller (1996) y el Premi Martí Dot de Sant Feliu de Llobregat (1998), con el poemario L’àngel de la guarda és un mim que es diu ombra.
En castellano ha publicado Cuadernos de Otoño (Algaida, Mallorca, 1998) dos series de poemas ilustrados con grabados de Pau Waelder, con quien fundó y dirigió la revista universitaria Sic Placitum, publicación de relatos cortos convertida después en revista digital dedicada a la literatura y las artes. Ojalá (Ed. Sial, Madrid, 2001) y forma parte de la antología Entonces, Ahora publicada en 2003 por el Ayuntamiento de Rivas-Vaciamadrid. También es autor de diversas obras de teatro infantil y de la novela inédita Los pájaros del alma. 
En catalán ha publicado L’àngel de la guarda és un mim que es diu ombra. (Ed. Columna, Barcelona, 1999) y fue seleccionado por Sam Abrams para la antología T’estimo (Ed. Eumo, 2002). En 2007 publicó L’il•lusiòmetre, un relato infantil editado por el Ayuntamiento de Cornellá de Llobregat.
Participó como ponente invitado en las IV Jornadas de Poesía Última en la Fundación Rafael Alberti de 2002, en El Puerto de Santa María (Cádiz).
Evidencias es un espectáculo de cabaret poético creado en 2005 a partir de sus poemarios inéditos «Evidencias», «El ladrón de paraguas» y «El tiempo de los camaleones», y otros poemas de los libros «L’àngel de la guarda és un mim que es diu ombra» y «Ojalá». La compañía Teatre al Detall estrenó en Cataluña el espectáculo, dirigido por Pepa Calvo con música de Peter Delphinich. La obra ha estado de gira por diversos lugares de España, participando en la XVI Muestra de Teatro Español de Autores Contemporáneos de Alicante, en el IX Festival de Teatro Alternativo de la Sala Margarita Xirgu de Madrid, y en la Sala Clan Cabaret de Valencia. En su participación en la X mostra de Teatre de Barcelona, Evidències estuvo nominada a cuatro premios (mejor actriz, mejor dirección, mejor espectáculo y mejor espectáculo por votación del público) ganando los de mejor actriz para Txell Botey y mejor dirección para Pepa Calvo.
Con la misma compañía presentó la obra Adiós a Dios, estrenada en el Festival de Teatro Breve de El Ejido en julio de 2005.
Ha colaborado también en el guion del corto animado El sueño de Claudia, de Yolanda Díaz (2007).